# لويد شوارتز
لويد شوارتز (بالإنجليزية: Lloyd Schwartz)‏ هو صحفي وشاعر أمريكي، ولد في 29 نوفمبر 1941 في بروكلين في الولايات المتحدة.